# Новгородовка
Новгоро́довка (Новогоро́довка) — село в Рассказовском районе Тамбовской области. Административный центр Новгородовского сельсовета.
Расположено на реке Большой Ломовис в 20,5 км к востоку от Рассказово и в 55 км к востоку от Тамбова.

## Томпоним
Новгородовка получило своё название, вследствие распространённой фамилии государственных крестьян основателей села, а именно Новгородова Петра и Новгородова Алексея и других.

## История

### XIX век
Село впервые упоминается в документах ревизской сказки 1858 года по Тамбовскому уезду под названием: «Деревня Новогородовка».
Новгородовка была основана государственными крестьянами переселившимися на эти земли из села Дмитриевщины в 1853 году, о чем содержится пометка в переписной книге выше указанной ревизии. На день переписи (1858 год) в деревне проживало 208 человек мужского пола и 212 — женского пола, 48 дворов. В числе проживавших в деревне первопоселенцев из домохозяев числились: Гордеев Осип, Гордеев Григорий, Севостьянов Пётр, Добрынин Яков, Белоусов Епифан, Новогородов Пётр, Малин Яков, Кобырев Степан, Тарабрин Иван, Ульянов Ефим, Трифонов Иван, Давыдов Иван, Новогородов Алексей и другие.
В период с 1870 по 1886 в селе произошёл 21 крупный пожар, из всех 166 домохозяйств пострадали 122, всего сгоревших строений — 316. Сумма выданная на восстановление — 6370 руб..
В 1886 году на средства прихожан, был построен деревянный православный храм. Престолов три: главный в честь Покрова Пресвятой Богородицы и два предельные: правый во имя Архангела Михаила и левый — во имя св. Николая. В честь образования нового прихода новый храм посетил епископ Тамбовский и Шацкий Виталий. Штат: священник, диакон и псаломщик. Для дьякона и псаломщика дома церковные.
В 1892 г при храме открылось общество трезвости, состоящее из 30 членов. Через год княгиня Екатерина Несвицкая пожертвовала на устройства правого придела церкви 75 руб. вещами.
В 1887 году в селе открылась первая церковно-приходская смешанная школа. Она размещалась в частном наемном доме
В 1895 г. в было построено новое здание для церковно-приходской школы. Она была открыта в новом 1 этажном каменном здании, крытом железом, построенном специально для школы на средства церковного попечительства, она помещалась с церковной караулкой. Классных комнат была одна, из недостатков там было тесно.
В 1897 г. было открыто церковно-приходское попечительство с 23 членами под председательством приходского священника Ивана Тихонравова. Он жертвовал на постройку церковно-приходской школы из своих средств по 10 руб. ежегодно и 25 руб. на её первоначальное обзаведение.
В период с 15 по 30 апреля 1898 г. село посетил православный миссионер Дмитрий Боголюбов главной темой обсуждения было учение хлыстов.

### XX век
В 1903 г. на средства прихожан были окрашена церковно-приходская школа и исправлена у храма церковная паперть.
В 1906 г. на должность церковного старосты был назначен почётный гражданин Семён Рыморев.
По Епархиальным сведениям 1911 года в Новгородовке числилось 253 крестьянских дворов с населением: мужского пола — 655, женского пола — 609 человек.

Описание села в 1911 году: 
Новогородовка (Бекины хутора). Церковь деревянная, холодная, построена в 1886 году на средства прихожан. Престолов три: главный — в честь Покрова Пресвятой Богордицы и придельные: правый — во имя Архистратига Михаила и левый — во имя свят. Николая. Приход открыт в 1886 г.
Дворов в приходе 429, д. м.п. 1177, ж.п. 1154, великороссы, земледельцы, имеют от 10 саж. до 1 дес. земли на душу.
В приходе две деревни: 1) Бетино 56 дв., д. муж. п. 186, жен. п. 173, в 1 версте от церкви, 2) Надёжка, 129 дв., д. муж. п. 386, ж.п. 373, в 7 вер. от церкви. Экономия Екатерины Устиновной Ланской в дер. Надёжке в 7 вер. .
Река Ломовис.
Школа церковно-приходская, одноклассная, смешанная. Имеются опись церковного имущества и метрические книги с 1866, 1868 и 1887 гг.
Штат: священник Александр Иванович Сохранский (1877), диакон Василий Сергеевич Казанский (1860) и псаломщик Иван Филиппович Ермолаев (1892). У причта земли 2 дес. усадебной и 33 дес. пахотной, в трёх участках, в 3 вер. от церкви, удобные. Земля даёт годового дохода 300 руб. Братский годовой доход 900 руб. Причтовый капитал 400 руб. Дома у диакона и псаломщика церковные, деревянные, ветхие, у диакона 7 арш. горница и 5 арш. кухня, у псаломщика 7 арш.
Приход от ст. «Ломовис» в 7 вер., там же и почтовое отделение, больница в с. Саюкине в 25 вер., базар в с. Рассказове в 20 вер., волостное правление в с. Димитриевщине, Тамбов. уезда, в 15 вер., благочинный в с. Ольшанке в 20 вер., ближайшая церковь с. Никольского в 5 вер., гор. Кирсанова в 40 вер. и гор. Тамбова в 50 вер.

Адрес: для корреспонденции — Никольское волостное правление, Кирсановского уезда, а для телеграмм — ст. «Ломовис». Земский начальник 2 уч., пристав 2 стана Тамбовского уезда. Село Новгородовка и дер. Надёжка Тамбовского у., а деревня Бекино Кирсановского уезда. 
В 1913 г. село вновь посещали миссионеры. 
В годы Перовой мировой войны в село прибыли беженцы из прифронтовой Брест-Литовской местности.
С июня 1928 года в связи с введением нового административно-территориального деления, образованием Центрально-Чернозёмной области, округов и районов, Новгородовский сельсовет вошел в состав Рассказовского района Тамбовского округа.
В конце Тамбовского восстания крестьяне из-за страха сочувственно относились к красной армии и Советской власти. При помощи крестьян с 5 по 10 июля 1921 года было «изъято» 3 бандита и 9 членов повстанческих семей. Сдано было 2 винтовки. Выдан разграбленный в колхозе скот в числе 13 голов, открыт склад винтовок, где были найдены пишущая машинка и 12 винтовок.
В 1932 году село насчитывало 1835 жителей.
В 1965 году в честь не вернувшихся односельчан в годы Великой Отечественной войны был возведён обелиск.
В 1980-х годах церковь Покрова Пресвятой Богородицы была разрушена.
В 2012 году церковь начала возрождаться.

## Население
В 1858 году в селе проживало — 420 жителей.
В 1884 году в селе проживало — 1187 жителей.
В 1911 году село насчитывало — 253 двора, 1264 жителя.
В 1989 году село насчитывало — 600 жителей
В 2002 году село насчитывало — 605 жителей.
В 2008 году село насчитывало — 559 жителей.
В 2010 году село насчитывало — 529 жителей.

## Предприятия, действующие в селе
Учреждения социальной сферы Новгородовского сельсовета это:
- Новгородовская основная школа
- Новгородовский сельский Дом культуры
- 3 магазина
- 1 торговый киоск — форма собственности частная
- Автоматическая телефонная станция на 100 номеров
- Отделение почтовой связи.

На территории Новгородовского сельсовета 2 сельхозпредприятия: СХПК «Волна революции» и 3-е отделение ОАО ППЗ «Арженка»